# Krzysztof Moskalewicz
Krzysztof Moskalewicz (ur. 5 listopada 1991 w Warszawie) – polski pianista.

## Życiorys
Urodził się w Warszawie 5 listopada 1991 i w wieku siedmiu lat rozpoczął naukę gry na fortepianie w Państwowej Szkole Muzycznej I stopnia im. Oskara Kolberga u Renaty Lasockiej. Ukończył następnie Zespół Państwowych Szkół Muzycznych im. Fryderyka Chopina w Warszawie w klasie fortepianu Joanny Kurpiowskiej.
Ukończył w 2017 z najwyższym wyróżnieniem studia magisterskie w GuildHall School of Music and Drama pod kierunkiem Ronana O'Hory. Swoje umiejętności kształcił również w kursach mistrzowskich prowadzonych przez takich artystów jak: Richard Goode, Angela Hewitt, Robert Lewin, Andrzej Jasiński, Yoheved Kaplinsky, Paul Roberts, Émile Naoumoff, Cristina Ortiz, Janina Fialkowska, Kevin Kenner, oraz Wojciech Świtała.
Jako solista występował w Stanach Zjednoczonych, Japonii, Wielkiej Brytanii, Francji, Niemczech, Polsce oraz w Czechach. Koncertował z orkiestrami m. in z Orkiestrą Symfoniczną Filharmonii Opolskiej, Radomską Orkiestrą Kameralną. Brał udział w międzynarodowym festiwalu muzyki kameralnej Harmos 2016 w Porto oraz w następnym roku w Barbican Hall grał kwartet fortepianowy c-moll Brahmsa.

## Konkursy i nagrody
- I nagroda oraz nagroda specjalna w formie koncertów w Japonii na XI Konkursie Pianistycznym im. Ludwika Stefańskiego i Haliny Czerny-Stefańskiej w Płocku 2010,
- III nagroda na Międzynarodowym Konkursie Pianistycznym w Birmingham 2013,
- II nagroda na Christopher Duke Piano Recital Competition w Londynie 2014,
- stypendium na udział w kursie i festiwalu muzycznym Aspen Music Festival and School w Colorado, USA,
- stypendium na udział w International Musicians Seminar Prussia cove w klasie Maestro Thomas Adès 2016.